# الالجام (أمانة العاصمة)
الالجام هي إحدى قرى مديرية ضواحي الأمانة سنحان وبني بهلول التابعة لمحافظة أمانة العاصمة صنعاء اليمنية، بلغتعداد سكانها 1574 نسمة حسب الإحصاء الذي جرى عام 2004.